# Georg Misch (Filmemacher)

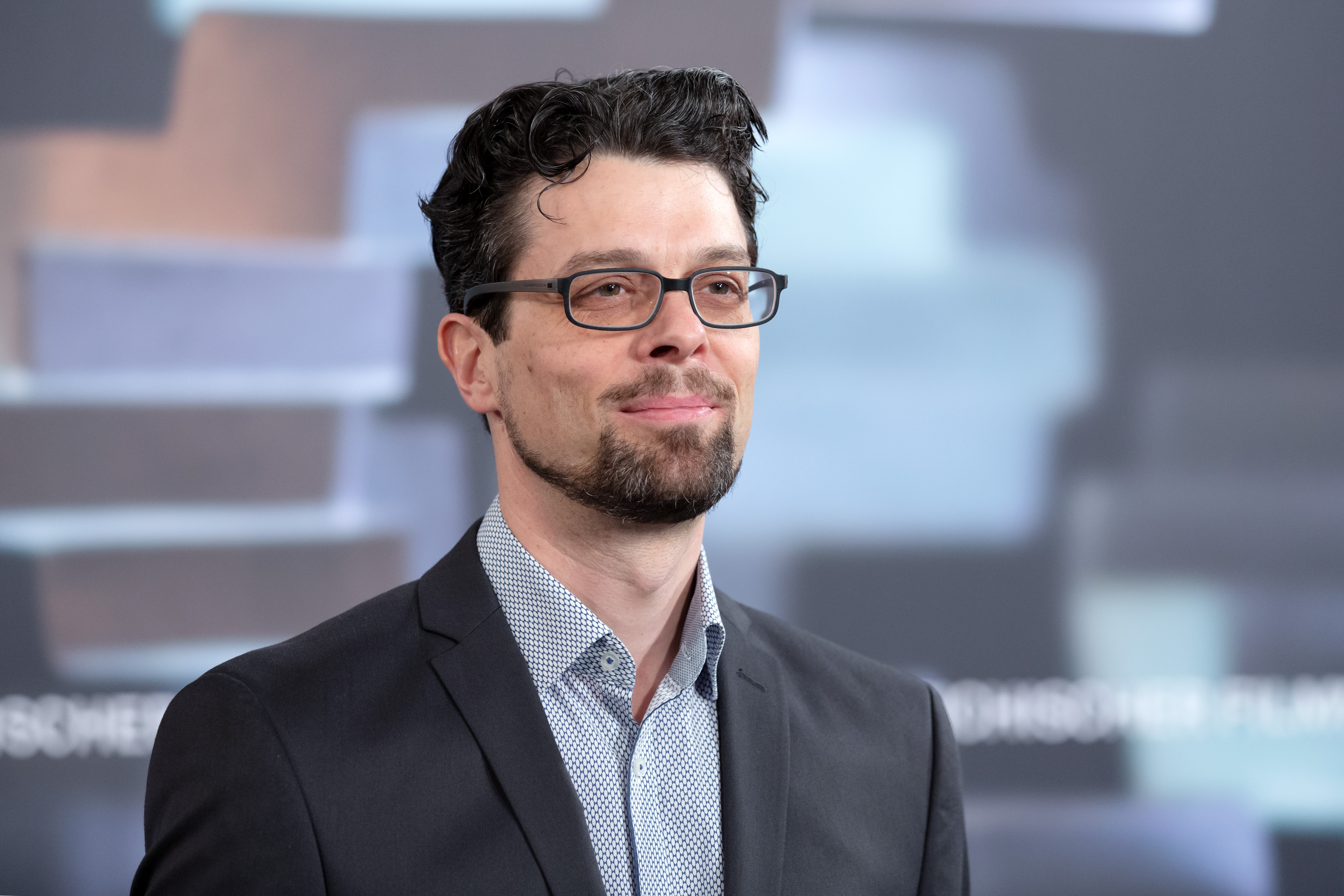
Georg Misch (Österreichischer Filmpreis 2019)

Georg Misch (* 1970 in Esslingen am Neckar, Deutschland) ist Regisseur, Mitbegründer und Co-Geschäftsführer der Produktionsfirma Mischief Films mit Sitz in Wien.
Er begann seine Tätigkeit als Tonmeister, studierte Film und Medien an der Universität Stirling und Dokumentarfilm-Regie an der NFTS (National film and television school), Großbritannien. Nachdem er sich kurzzeitig auf Werbespots spezialisiert hatte, kehrte er bald zum Dokumentarfilm zurück.
Als Regisseur und Produzent machte er  Filme für die BBC, Channel 4 und ARTE.
2002 gründete er mit Ralph Wieser die Produktionsfirma Mischief Films mit Sitz in Wien. Mischief Films verfolgt vorrangig internationale Koproduktionen von Dokumentarfilmen. Zudem arbeitet er nach wie vor als Tonmeister und ist seit 2004 Lektor für Kurse für Film-Ton an der Universität für Musik und darstellende Kunst in Wien.
Misch lebt und arbeitet in Österreich.

## Filmografie
- 1996: Insight (10 mins, 16 mm)
- 1999: Trautonium (26 mins, S16)
- 1999: 'ere we go (26 mins, S16)
- 1999: Lines (5 mins, S16)
- 2002: I am from Nowhere (76 min, Super 16)
- 2004: Calling Hedy Lamarr (72 min, HD / 35 mm)
- 2004: Edgar G. Ulmer – Der Mann im Off
- 2006: No Name City (Co-Regie mit Florian Flicker – 86 min, HD / 35 mm)
- 2008: Der Weg nach Mekka – Die Reise des Muhammad Asad
- 2010: Albert Schweitzer – Anatomie eines Heiligen (90 min HD)
- 2012: Wüstenschiffe (52 min HD)
- 2012: Gott und Vaterland – Muslime im Bundesheer (35 min HD)
- 2014: Der unsichtbare Mann (Regie mit Úna Ní Dhonghaíle, 52 min HD)
- 2015:  Wastecooking (5x26 min & 81 min)